# Camponotus sexgattatus
Camponotus sexgattatus é uma espécie de inseto do gênero Camponotus, pertencente à família Formicidae.